# Richard Schiff
Richard Schiff (Bethesda, 27 de maio de 1955) é um premiado ator estado-unidense, conhecido por sua performance como Toby Ziegler na série de televisão The West Wing, papel que lhe rendeu um Emmy Award.

## Biografia
Schiff nasceu em Bethesda, Maryland, sendo  o segundo dos três filhos de Charlotte, uma executiva de televisão e jornal, e Edward Schiff, um advogado do setor imobiliário. Abandonou a escola, porém anos depois, obteve um diploma de equivalência. Em 1973, estudou brevemente na City College of New York (CCNY), mas não se formou. Mudou-se para o Colorado, onde encontrou emprego como lenhador. Voltando a Nova York, em 1975, começou a estudar interpretação na CCNY e foi aceito em seu programa de teatro.

## Carreira
Schiff inicialmente estudou direção e dirigiu várias peças off-Broadway, como Antigone em 1983, com uma recém-graduada Angela Bassett. Em meados da década de 1980, decidiu investir na carreira de ator e conseguiu vários papéis na TV e foi visto por Steven Spielberg em um episódio do drama televisivo High Incident e participou de The Lost World: Jurassic Park (1997). Sua carreira atingiu o estrelato quando interpretou o Diretor de Comunicações da Casa Branca, Toby Ziegler na premiada série de televisão de The West Wing, criada por Aaron Sorkin. Schiff tornou-se conhecido por sua abordagem introvertida e intensa no seu trabalho, bem como o seu estilo de maneira discreta.
Em 1995, interpretou o advogado de Kevin Spacey "John Doe" no sucesso Seven. Em 1996, trabalhou na série de de televisão ER (2ª temporada - episódio 17), e apareceu em NYPD Blue no ano seguinte. Em 1996, interpretou um oficial de justiça corrupto em City Hall, juntamente com Al Pacino e John Cusack. Schiff representou um médico ao lado de Eddie Murphy em Dr. Dolittle de 1998. Também interpretou Col. / Brig. General Robert Laurel Smith no filme da HBO The Pentagon Wars, baseado na história real do Bradley Infantry Fighting Vehicle do Exército dos EUA. Nesse mesmo ano, apareceu no filme Impacto Profundo, onde interpretou Don Beiderman e apareceu em um episódio da série Becker durante sua primeira temporada. Em 2001, atuou no filme What's the Worst That Could Happen? estrelado por Martin Lawrence e Danny DeVito. Fez o papel do duro Sr. Turner em I Am Sam ao lado de Sean Penn e Michelle Pfeiffer e co-estrelou People I Know, com Al Pacino.
Trabalhou no filme Ray de 2004 como o produtor de Ray Charles, Jerry Wexler, raspando a barba para o papel. Depois de atuar em The West Wing por seis temporadas, decidiu deixar a série, cumprindo as suas obrigações contratuais, aparecendo em metade dos episódios da temporada seguinte. Quando a NBC decidiu terminar a série, continuou a aparecer até o final do prazo do fim da série em maio de 2006, embora não apareça no final da série. Naquele mesmo ano estrelou, junto com Peter Krause, o suspense Civic Duty.
Participou como ele mesmo no final da segunda temporada de Entourage. A cena tem Schiff na hora do almoço com seu agente Ari Gold, onde declara o desejo de atuar em filmes de ação. No início de 2006, voltou às suas raízes de palco, estrelando na peça Underneath the Lintel, em um ato, escrita por Glen Berger, na George Street Playhouse, em New Brunswick. Em fevereiro de 2007, ele encenou esta produção no Duchess Theatre em Londres, Inglaterra, apareceu na BBC Radio Five Live e conversou longamente com Simon Mayo sobre suas experiências atuando em The West Wing e sua nova produção do West End. Em 2007, atuou como Philip Cowen na última temporada de Burn Notice. Uma versão de rádio de Underneath the Lintel, realizada por Schiff, foi transmitida pela BBC Radio 4 em 5 de janeiro de 2008.
Estrelou Talley's Folly de Lanford Wilson no McCarter Theatre Center em Princeton, Nova Jérsei, no outono de 2008, como o contador Matt Friedman, ao lado de Margot White como Sally Talley. Mais tarde naquele ano co-estrelou em Last Chance Harvey, com Dustin Hoffman e Emma Thompson e Another Harvest Moon com Ernest Borgnine e atuou na última temporada de Eli Stone.
Interpretou Charles Fischer em Terminator: The Sarah Connor Chronicles no episódio "Complications" da 2ª temporada. O personagem era um colaborador da Skynet e um traidor da resistência. Ele foi enviado de volta no tempo até o presente, como recompensa por seu serviço à Skynet. Também interpretou um rabino ortodoxo em um episódio de In Plain Sight com Mary McCormack, ex-colega de elenco em The West Wing. Em 2009, co-estrelou nos filmes Imagine That, com Eddie Murphy, e Solitary Man, com Michael Douglas e Susan Sarandon. Depois, em 2009, voltou para Londres para filmar dois filmes: The Infidel, no qual estrelou ao lado de Omid Djalili, e Made in Dagenham, com Sally Hawkins e Bob Hoskins. Em um episódio da sétima temporada de Monk Participou como um hipnotizador.
Atuou em Past Life em 2010 e teve um papel recorrente no spinoff da série Criminal Minds: Suspect Behavior da CBS como o diretor do FBI, Jack Fickler, o chefe do personagem de Forest Whitaker. Também teve um papel recorrente na série The Cape da NBC. e atuou em Any Human Heart com Jim Broadbent e no papel de um psiquiatra e no episódio 15 da segunda temporada de White Collar, além de interpretar o papel de um ex-agente da CIA em uma organização terrorista em Johnny English Reborn.
Em abril de 2011, voltou ao West End de Londres, na peça Smash! e contracenou com Rob Lowe no drama Knife Fight, e atuou ao lado de Josh Duhamel, Rosario Dawson e Bruce Willis em Fire with Fire. Interpretou um personagem importante em três episódios de NCIS, da CBS, na 9ª e 10ª temporadas, como Harper Dearing, o substituto de Osama bin Laden nos Mais Procurados do Mundo "por ataques contra Marinha dos Estados Unidos".
Schiff foi escalado para estrelar a nova série House of Lies do Showtime Network, estrelada por Kristen Bell e Don Cheadle e participou do filme televisivo Innocent com Bill Pullman. Na série Once Upon a Time, teve um papel recorrente e com Helen Hunt e Bradley Whitford, seu ex-colega de elenco, trabalhou em West Wing no filme Decoding Annie Parker e em Chasing The Hill.
Interpretou Erie Smith em um remake da peça de Eugene O'Neill, Hughie, na Shakespeare Theatre Company em Washington, DC, de fevereiro a março de 2013 e atuou como o Dr. Emil Hamilton no filme do Superman de Zack Snyder, Man of Steel de 2013. Também é conhecido por interpretar o Rei Leopold, pai de Branca de Neve, na primeira temporada da série "Once Upon a Time", da ABC.

## Vida pessoal
Schiff conheceu sua esposa Sheila Kelley durante as audições para Antigone, em 1993, e se casaram em 1996. O casal têm um filho, Gus, e uma filha, Ruby. É membro do Partido Democrata e apoiou Barack Obama na eleição presidencial de 2008. Anteriormente, ele havia endossado o senador Joe Biden, antes de sua desistência. Seu irmão é o produtor de cinema Paul Schiff.

## Filmografia
- The Good Doctor (2017)
- Dirk Gently's Holistic Detective Agency (2016)
- Man of Steel (2013)
- Knife Fight (2013)
- The Frozen Ground (2012)
- Once Upon a Time (2011)
- Johnny English Reborn (2011)
- Made in Dagenham (2010)
- The Infidel (2010)
- Solitary Man (2009)
- Imagine That (2009)
- Last Chance Harvey (2008)
- Martian Child (2007)
- Civic Duty (2006)
- Ray (2004)
- People I Know (2002)
- I Am Sam (2001)
- What's the Worst That Could Happen? (2001)
- Gun Shy (2000)
- Whatever It Takes (2000)
- Lucky Numbers (2000)
- Forces of Nature (1999)
- Crazy in Alabama (1999)
- Doctor Dolittle (1998)
- Deep Impact (1998)
- The Lost World: Jurassic Park (1997)
- Volcano (1997)
- Grace of My Heart (1996)
- The Arrival (1996)
- City Hall (1996)
- The Trigger Effect (1996)
- Tank Girl (1995)
- Seven (1995)
- Major League II (1994)
- Speechless (1994)
- My Life (1993)
- The Bodyguard (1992)
- Malcolm X (1992)
- Stop! Or My Mom Will Shoot (1992)
- Rapid Fire (1992)
- Young Guns II (1990)